# Cuatro Caminos, Sinaloa
Cuatro Caminos är en ort i Mexiko.   Den ligger i kommunen Guasave och delstaten Sinaloa, i den västra delen av landet, 1 200 km nordväst om huvudstaden Mexico City. Cuatro Caminos ligger 18 meter över havet och antalet invånare är 114.
Terrängen runt Cuatro Caminos är mycket platt. Runt Cuatro Caminos är det ganska tätbefolkat, med 100 invånare per kvadratkilometer. Närmaste större samhälle är Guasave, 12,4 km nordväst om Cuatro Caminos. Trakten runt Cuatro Caminos består till största delen av jordbruksmark.